# ATF Dingo
ATP Dingo ili punim nazivom Allschutz-Transport-Fahrzeug Dingo je njemačko teško naoružano oklopno vozilo na kotačima. Dobilo je naziv po divljem psu Dingu, a Allschutz-Transport-Fahrzeug u prijevodu s njemačkog znači zaštićeno transportno vozilo. Višenamjesniko oklopno vozilo Dingo pogonske konfiguracije 4x4, odnosno noviju inačicu Dingo 2, proizvodi njemačka tvrtka Krauss-Maffei Wegmann iz Münchena. Vozilo je nastalo kao prilagodba podvozja taktičkog kamiona Unimog U-5000 specijaliziranim vojnim potrebama, ponajprije mirovnim misijama.

## Razvoj i serijska proizvodnja
Osnova Dingo 1 vozila je kamion Mercedes-Benz U-1550L Unimog. Ugovor o razvoju nove inačice Dinga, Dinga 2, tvrtka Krauss-Maffei Wegmann dobila je u prosincu 2005. Između 2000. i 2003. ista je tvrtka isporučila 147 Dingo 1 All Protected Vehicles. Odgovarajući na zahtjeve njemačke vojske KMW je za novi Dingo 2 odabrao veći Mercedes-Benz Unimog U-5000 koji u osnovnoj inačici ima dužinu od 3,25 metara i nosivosti 3,5 tona, a u produženoj 3,85 metara i nosivost četiri tone. Zbog toga Dingo 2 prima osam vojnika, dva više nego Dingo 1. Nova je inačica odmah prepoznatljiva po obliku. Standardna inačica ima tri dijela, prednji (motorni) i središnji (za posadu) dio su oklopljeni dok je stražnji (tovarni) dio neoklopljen. Kod nove je inačice oklopni dio za posadu produžen na tovarni dio tako da je dobiven jedinstveni zaštićeni dio za prijevoz najviše 9 vojnika. Krov vozila je dodatno podignut kako bi se dobilo što više iskoristivog prostora u unutrašnjosti te kako bi boravak posade bio što ugodniji. Njemačka vojska je počela testiranja nove inačice Dinga 2 početkom 2006. Zadovoljna rezultatima, odabrala je Dingo 2 kao novo vozilo njemačke vojske.

## Karakteristike
Masa Dinga ovisi o inačici, ali kreće se od 8,5 do 11 tona. Maksimalna brzina po dobrom putu mu je viša od 90 km/h, a napredan pogonski sustav mu omogućava dobru terensku pokretljivost. S punim spremnikom Dingo može prijeći oko 1000 kilometara. Zbog svoje male mase može se prevoziti u transportnom avionu C-130 Hercules i transportnim helikopterom CH-53. Dingo 2 je predviđen za prihvat 8 ljudi (2 člana posade i 6 vojnika) kojima osigurava dobru balističku zaštitu te zaštitu od protupješačkih i protuoklopnih mina. Ugrađen je i sustav za NKB zaštitu. Dingo je zbog svoje modularnosti i fleksibinosti moguće uporabit u brojnim vojnim zadaćama. U njemačkoj je vosci, predviđen za zamjenu starog gusjeničnog oklopnog vozila M113. Tvrtka KMW navodi da se Dingo može rabiti u brojnim zadaćama, a osobito je pogodan za mirovne misije zbog dobre zaštite posade. 
Na Dingo se može ugraditi moderna FLW besposadna kupola koja ima sustav žiro stabilizacije koji joj osigurava dobru preciznost. Sustav za upravljanje paljbom (SUP) automatski prepoznaje koje je oružje postavljeno na fleksibilno univerzalno postolje te optimizira ostale elemente kupole za postizanje najboljih rezultata. Kupola se nudi u dvije inačice, FLW 200 mase 200 kg i FLW 100 mase 100 kilograma.
Jedan od rijetkih nedostataka Dinga 2 je mali "putnički" prostor u stražnjem dijelu vozila, ali zato i taj prostor ima istu razinu zaštite kao i središnji dio namijenjen posadi. U inačici Dingo 2 GFF središnji je dio vozila odvojen od "putničkog" koji više nema istu razinu oklopne zaštite. Tako je dobiven znatno veći korisni prostor i mogućnost prevoženja devet vojnika. Postoje i posebne inačice za zadaće kao što su nosači oružja, izvidnička vozila, sanitetska i logistička vozila te radarska postaja. 

## Korisnici
- Austrija - 20 Dingo 2[3]
- Belgija - 220 Dingo 2 (+132 moguća)[4]
- Njemačka - 147 Dingo 1 i 240 Dingo 2 (dostavljeni do 2011.), još 98 Dingo 2 (50 ophodnih i 48 popravnih inačica) je naručeno u lipnju 2008., plus budućih 80 Dingo 2 će biti naručeno. Ukupno 593 Dingo 2 vozila se planira dostaviti njemačkoj vojsci do 2013. (ne ukljućuje planirane Dingo 2 GFF)
- Češka - 21 Dingo 2
- Luksemburg - 48 Dingo 2 naručena (bit će isporućena između 2009. i 2010.)[5]